# (6006) Anaximandros
(6006) Anaximandros es un asteroide perteneciente al cinturón de asteroides, región del sistema solar que se encuentra entre las órbitas de Marte y Júpiter, más concretamente a la familia de Coronis, descubierto el 3 de abril de 1989 por Eric Walter Elst desde el Observatorio de La Silla, Chile.

## Designación y nombre
Designado provisionalmente como 1989 GB4. Fue nombrado Anaximandros en homenaje al filósofo griego Anaximandro de Mileto. Alumno de Tales, escribió tratados sobre geografía, astronomía y cosmología. De todo esto solo queda el llamado fragmento B1. Aunque apenas abarca nueve oraciones, puede que no se considere la cita filosófica más antigua. Anaximandro derivó el mundo del apeiron (ilimitado), que es el arche (principio) y el elemento principal, del que todas las cosas existentes deben su nacimiento y al que eventualmente regresarán. Aunque racionalista, describió la aparición de sustancias particulares en metáforas, extraídas de la sociedad humana, en las que se castigan las injusticias físicas (el calor o el frío no prevalecen para siempre).

## Características orbitales
Anaximandros está situado a una distancia media del Sol de 2,837 ua, pudiendo alejarse hasta 3,057 ua y acercarse hasta 2,617 ua. Su excentricidad es 0,077 y la inclinación orbital 1,413 grados. Emplea 1745,73 días en completar una órbita alrededor del Sol.

## Características físicas
La magnitud absoluta de Anaximandros es 12,8. Tiene 7,494 km de diámetro y su albedo se estima en 0,239. 